# Lista de membros LGBT do Congresso dos Estados Unidos
O Congresso dos Estados Unidos registra 32  membros da comunidade LGBTQIA+ eleitos ou nomeados como Senadores ou Representantes ao longo de sua história, sendo 29 deles atuantes na Câmara dos Representantese os 3 demais eleitos para o Senado. Dois destes políticos, Tammy Baldwin e Kyrsten Sinema, serviram na Câmara dos Representantes e, posteriormente, foram eleitos ao Senado. Ed Koch, filiado ao Partido Democrata, é o primeiro congressista estadunidense ligado à comunidade LGBT e iniciou seu mandato na Câmara em 1969. O primeiro Senador estadunidense ligado à comunidade LGBT foi Harris Wofford, que iniciou seu mandato em 1991. Entretanto, a sexualidade de ambos os políticos não foi abordada durante seu mandato: a sexualidade de Koch foi confirmada após sua morte em 2013 enquanto Wofford anunciou seus planos de se casar com um homem mais de 20 anos depois de servir no Senado. Desde a sua fundação em 1789, o Congresso dos Estados Unidos não possuiu membros assumidamente transgêneros.
Atualmente, há 13 membros identificados com a comunidade LGBT servindo no Congresso dos Estados Unidos, sendo dois destes como Senadores e os demais como Representantes. Isto faz do 118º Congresso dos Estados Unidos a legislatura com o maior número de membros da comunidade LGBT.

## Senadores LGBT dos Estados Unidos
| Senador | Senador                    | Estado      | Partido      | Mandato              | Mandato              | Orientação  |
| ------- | -------------------------- | ----------- | ------------ | -------------------- | -------------------- | ----------- |
|         | Harris Wofford (1926–2019) | Pensilvânia | Democrata    | 8 de maio de 1991    | 3 de janeiro de 1995 | Homossexual |
|         | Tammy Baldwin (1962-)      | Wisconsin   | Democrata    | 3 de janeiro de 2013 | Incumbente           | Homossexual |
|         | Kyrsten Sinema (1976-)     | Arizona     | Independente | 3 de janeiro de 2019 | Incumbente           | Bissexual   |
|         | Laphonza Butler (1979-)    | Califórnia  | Democrata    | 1 de outubro de 2023 | Incumbente           | Homossexual |

## Representantes LGBT dos Estados Unidos
| Representante | Representante          | Estado         | Partido     | Mandato              | Mandato               | Orientação  |
| ------------- | ---------------------- | -------------- | ----------- | -------------------- | --------------------- | ----------- |
|               | Mark Pocan (1964-)     | Wisconsin      | Democrata   | 3 de janeiro de 2013 | Incumbente            | Homossexual |
|               | Kyrsten Sinema (1976-) | Arizona        | Democrata   | 3 de janeiro de 2013 | 3 de janeiro de 2019  | Bissexual   |
|               | Mark Takano (1960-)    | Califórnia     | Democrata   | 3 de janeiro de 2013 | Incumbente            | Homossexual |
|               | Angie Craig (1972-)    | Minnesota      | Democrata   | 3 de janeiro de 2019 | Incumbente            | Homossexual |
|               | Sharice Davids (1980-) | Kansas         | Democrata   | 3 de janeiro de 2019 | Incumbente            | Homossexual |
|               | Katie Hill (1987-)     | Califórnia     | Democrata   | 3 de janeiro de 2019 | 1 de novembro de 2019 | Bissexual   |
|               | Chris Pappas (1980-)   | Nova Hampshire | Democrata   | 3 de janeiro de 2019 | Incumbente            | Homossexual |
|               | Mondaire Jones (1987-) | Nova Iorque    | Democrata   | 3 de janeiro de 2021 | 3 de janeiro de 2023  | Homossexual |
|               | Ritchie Torres (1988-) | Nova Iorque    | Democrata   | 3 de janeiro de 2021 | Incumbente            | Homossexual |
|               | Becca Balint (1968-)   | Vermont        | Democrata   | 3 de janeiro de 2023 | Incumbente            | Homossexual |
|               | Robert Garcia (1977-)  | Califórnia     | Democrata   | 3 de janeiro de 2023 | Incumbente            | Homossexual |
|               | George Santos (1988-)  | Nova Iorque    | Republicano | 3 de janeiro de 2023 | 1 de dezembro de 2023 | Homossexual |
|               | Eric Sorensen (1976-)  | Illinois       | Democrata   | 3 de janeiro de 2023 | Incumbente            | Homossexual |